# ジョン・フラナガン (陸上選手)
ジョン・フラナガン（John Jesus Flanagan, 1873年1月9日 - 1938年6月3日）は、アメリカ合衆国の陸上競技選手。ハンマー投の選手として1900年パリオリンピックから3大会連続出場し、3大会とも金メダルを獲得した選手である。
1873年1月9日アイルランドのリムリックに生まれる。1896年にアメリカに移民する。当時すでにハンマー投の世界記録を持っていた。ニューヨーク・アスレチッククラブおよびアイリッシュ・アメリカン・アスレチッククラブに入る。他のアイルランド系移民とともに「アイリッシュ・ホエールズ」として知られるようになる。
1900年パリオリンピックにハンマー投のアメリカ代表選手として参加。フラナガンは大学生以外で唯一メダルを獲得したアメリカの選手であった。銀メダルを獲得したトラクストン・ヘア(Truxton Hare)に4.75mの差をつける圧勝で初めての金メダルを獲得した。銅メダルを獲得したジョサイア・マクラッケンとともにアメリカでメダルを独占した。また、円盤投にも出場し、7位となった。
1903年からニューヨーク市警察で勤務を開始する。ただし仕事の量はそれほどなく、トレーニングと競技に参加するための時間の余裕があった。
1904年セントルイスオリンピックに出場。彼はこの大会において51.23mの世界新記録を樹立し、2大会連続の金メダルを獲得している。また、重錘投（56ポンド:25.4 kg）でもカナダのエティエンヌ・デマルトーに次いで銀メダルを獲得した。
1908年にはロンドンオリンピックにも出場した。自身の持つ世界新記録を更新する51.93mの記録で同じニューヨーク市警のマット・マクグラスらを退け、3大会連続の金メダルを獲得した。この大会ではマクグラスらとともに綱引きにも出場している。
1909年7月24日、フラナガンは41歳のときに56.18mを投げ、世界新記録を樹立した。
1910年になり、ニューヨーク市警の彼の職場が廃止され、西68丁目駅へと異動となった。これにより競技をする時間がなくなり、市警を辞職した。さらに1911年にアメリカを離れた。
1924年に父親がなくなった後、故郷のリムルックに帰り、1938年にこの世を去った。
1928年にアイルランド初の金メダリストとなったパット・オキャラハンは、フラナガンがコーチした選手であった。